# 100 mètres masculin aux Jeux olympiques d'été de 1936 (athlétisme)
Pour un article plus général, voir Athlétisme aux Jeux olympiques d'été de 1936.
Navigation
Los Angeles 1932 Londres 1948
L'épreuve du 100 mètres masculin aux Jeux olympiques de 1936 s'est déroulée les 2 et 3 août 1936 au Stade olympique de Berlin, en Allemagne.  Elle est remportée par l'Américain Jesse Owens.

## Épreuve
- 63 coureurs de trente pays étaient au départ. Il y eut un premier tour de qualifications avec douze séries le 2 août dès 10h00. Les deux premiers se qualifiaient pour le tour suivant. Le deuxième tour de qualifications (quatre séries) eut lieu le même jour à 15h00, les trois premiers de chaque série se qualifiant pour les demi-finales. Celles-ci eurent lieu le 3 août à 15h00, deux heures avant la finale.
- Jesse Owens avait couru au premier tour en 10 s 3 établissant un nouveau record olympique. Au deuxième tour, il améliora son temps en 10 s 2 mais ce record ne fut pas homologué en raison d'un vent trop favorable.
- Ralph Metcalfe devenait le premier coureur de l'histoire à obtenir deux médailles sur 100 m.

## Résultats

### Finale
| Rang               | Athlète            | Pays       | Temps      |
| ------------------ | ------------------ | ---------- | ---------- |
| Médaille d'or      | Jesse Owens        | États-Unis | 10 s 3 =OR |
| Médaille d'argent  | Ralph Metcalfe     | États-Unis | 10 s 4     |
| Médaille de bronze | Tinus Osendarp     | Pays-Bas   | 10 s 5     |
| 4                  | Frank Wykoff       | États-Unis | 10 s 6     |
| 5                  | Erich Borchmeyer   | Allemagne  | 10 s 7     |
| 6                  | Lennart Strandberg | Suède      | 10 s 9     |

## Légende
Records et Performances
- AR : Record continental (area record)
- CR : Record des championnats (championship record)
- MR : Record du meeting (meet record)
- NR : Record national (national record)
- OR : Record olympique (olympic record)
- PR : Record paralympique (paralympic record)
- PB : Record personnel (personal best)
- SB : Meilleure performance personnelle de la saison (season's best)
- WL : Meilleure performance mondiale de l'année (world leader)
- WJR : Record du monde junior (world junior record)
- WR : Record du monde (world record)

Circonstances et Conditions
- DNF : N'a pas terminé (did not finish)
- DNS : N'a pas pris le départ (did not start)
- DQ : Disqualification (disqualification)
- NM : Aucun essai valable enregistré (No Mark)
- Q : Qualifié « directement » au prochain tour (ou à la prochaine compétition), lors d'une compétition majeure, grâce au classement ou à la réalisation des minima (automatic qualifier)
- q : Qualifié au prochain tour (ou à la prochaine compétition), lors d'une compétition majeure, grâce au repêchage ou à la réalisation de l'une des meilleures performances parmi celles des « non qualifiés directement » (grâce au meilleur temps ou à la meilleure distance par exemple) (secondary qualifier)